# Czerwiec
Czerwiec – szósty miesiąc w roku, według kalendarza gregoriańskiego ma 30 dni.

## Nazwa

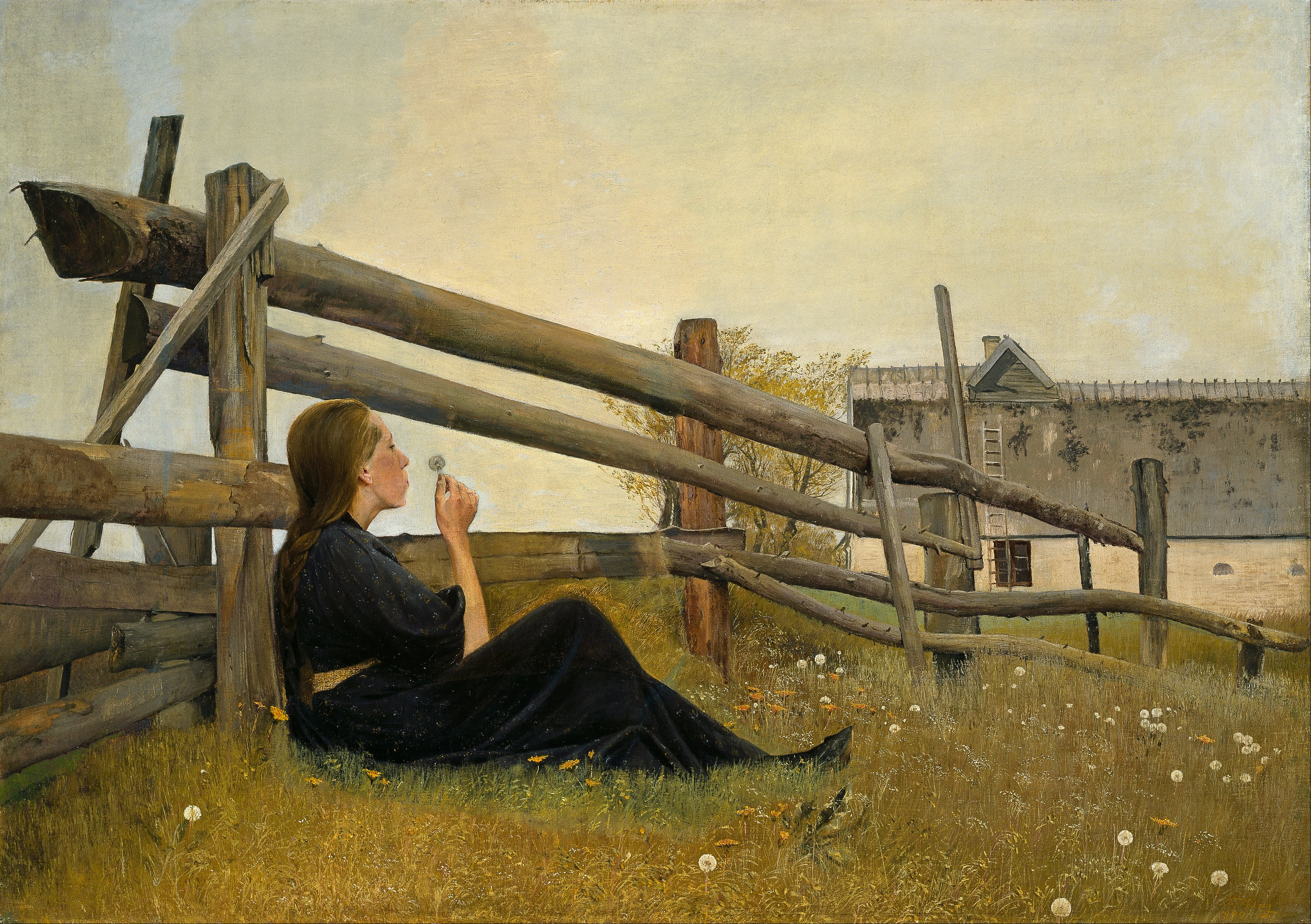
W czerwcu, obraz pędzla Lauritsa Andersena Ringa, 1899.

Nazwa miesiąca (według Brücknera) pochodzi od słowa czerw (*čr̥vь). Inne źródła wywodzą nazwę miesiąca i nazwę koloru czerwonego od czerwca polskiego, owada z którego wyrabiano czerwony barwnik (koszenilę) do tkanin i zbierano w właśnie w czerwcu na korzeniach czerwca trwałego.
Nazwa występuje też w innych językach Słowiańszczyzny, kasz. czerwińc czes. červen, ukr. червень / czerweń (arch. червець / czerweć), błr. чэрвень / czerwień (podobne nazwy w czeskim, červenec, i serbsko-chorwackim, чрьвень / czrweń, oznaczają lipiec). Inne nazwy używane dawniej to: ugornik bądź zok. Łacińska nazwa Iunius (zobacz: kalendarz rzymski) została zapożyczona przez większość języków europejskich.

## Religia
W Kościele katolickim miesiąc czerwiec poświęcony jest krzewieniu kultu i nabożeństwu ku czci Najświętszego Serca Pana Jezusa. Wówczas to w kościołach odprawiane są nabożeństwa z wystawieniem Najświętszego Sakramentu i śpiewem Litanii do Serca Jezusowego.

## Pogoda
Pod koniec miesiąca następuje na półkuli północnej przesilenie letnie, a na południowej przesilenie zimowe. Pod względem meteorologicznym uznawany w Polsce za miesiąc letni.